# Pogrom di Kirovabad
Il pogrom di Kirovabad fu un pogrom condotto da azeri ed avente per obiettivo la popolazione armena della città. I fatti avvennero nel novembre 1988 e sono strettamente collegati alla disputa sul Nagorno Karabakh.

## Antefatto
La reazione azera alla dichiarazione del Soviet Supremo del Nagorno Karabakh che il 20 febbraio 1988 aveva votato per la annessione della regione all'Armenia aveva scatenato il pogrom di Sumgait il cui bilancio ufficiale fu di 26 armeni uccisi, ma che presumibilmente produsse un numero di vittime superiori al mezzo migliaio.
La mano pesante di Mosca contro l'irredentismo armeno del Nagorno Karabakh non si fece attendere: affluiscono migliaia di soldati in Armenia e vengono arrestati i più importanti leader del movimento. Tuttavia, nuove imponenti manifestazioni si svolsero a Erevan con oltre mezzo milione di armeni in piazza. Durante tutta l'estate si registrarono scontri etnici tra armeni e azeri.
E mentre gli organi centrali del partito comunista sovietico cercavano invano di normalizzare la situazione e si arrivava addirittura ad ipotizzare un intervento militare in Armenia, dall'Azerbaigian giungevano notizie di nuove violenze a danno della popolazione armena locale.

## La cronaca
Quasi la metà della popolazione di Kirovabad era armena la cui comunità assommava a circa centomila persone. Con l'autunno 1988 la situazione diviene sempre più incandescente e migliaia di armeni sono costretti a lasciare le proprie case e a trovare rifugio in Armenia mentre l'esercito sovietico tenta di arginare i disordini.
L'attivista dei diritti umani Andrej Sacharov denuncia le violenze ed il clima di caccia all'armeno a Kirovabad e riferisce di almeno 130 morti..
Nonostante l'instaurazione della legge marziale e del coprifuoco gli scontri continuano e coinvolgono direttamente i militari mandati da Mosca; alla fine si conteranno tre soldati caduti e decine di mezzi dati alle fiamme.
Nuove violenze contro gli armeni si registreranno nel gennaio 1990 nella capitale azera Baku.